# Myxilla lobata
Myxilla lobata är en svampdjursart som beskrevs av Kazuo Hoshino 1981. Myxilla lobata ingår i släktet Myxilla och familjen Myxillidae. Inga underarter finns listade i Catalogue of Life.